# 코리 그레이브스
맷 폴린스키(Matt Polinsky, 1984년 2월 24일 ~ )는 미국의 프로레슬링선수다. wwe 건너올때 링네임은 코리 그레이브스(Corey Graves)다. 키는 186cm 몸무게는 94kg이다.

## 수상
- NXT 태그팀 챔피언 1회 - 에이드리안 네빌
- WWE 24/7 챔피언 1회